# La Cène (Van den Eeckhout)
Pour les articles homonymes, voir La Cène.
La Cène est un tableau à l'huile sur toile du peintre néerlandais Gerbrand van den Eeckhout, daté de 1664 et conservé au Rijksmuseum Amsterdam.

## Description
Le tableau représente la Cène, le dernier repas de Jésus avant sa Passion tel que raconté dans les Évangiles. Jésus est assis entouré de ses douze apôtres à une table parallèle au plan du tableau. Parmi eux on reconnait Pierre, Jean et Jacques le Majeur (debout à droite, portant un chapeau et un bâton de pèlerin). À gauche et à contre-jour, Judas Iscariote est visible, tenant une bourse et reconnaissable aux reflets rougeâtres de ses cheveux et de sa barbe.
Jésus tient un morceau de pain dans ses mains. Les expressions étonnées des apôtres font référence au passage (Jn 13,20-31) où Jésus annonce qu'un de ses apôtres le trahira. Lorsqu'on lui demande qui sera le traître, il répond : « c'est celui à qui je donnerai le morceau trempé ». Dans la scène représentée, Jésus vient justement de tremper un morceau de pain dans le calice argenté à gauche. L'instant suivant est suggéré : après avoir trempé le pain, Jésus le donne à Judas, qui, après l'avoir reçu, quitte le repas sur-le-champ. Dans la peinture, Judas s'est déjà levé et semble prêt à partir.

## Analyse

### Une représentation traditionnelle
Van den Eeckhout suit la représentation traditionnelle de la Cène au Moyen-Âge et à la Renaissance, où Judas est souvent mis en avant. Ici toutefois, c'est Jacques qui se lève tandis que Judas est déjà debout. 
Le motif de Judas debout est courant dans l'art néerlandais du XVIIe siècle, comme le montre une gravure de Nicolaes de Bruyn (en) (1618). Un autre exemple est la Cène de Pieter Pourbus (1548), où Judas, au premier plan, s'est levé, s'éloigne vers une créature démoniaque et laisse sa chaise renversée. Un jeune serviteur la ramasse tout en regardant le spectateur, comme pour l'inviter à occuper la place vacante.
Dans la Bruges catholique du XVIe siècle, cette œuvre pouvait jouer un rôle dans les reconstitutions de la Cène par les chambres de rhétorique chaque Jeudi saint. Judas, souvent vu comme un reflet de l'imperfection humaine, incite ainsi le spectateur à une réflexion sur sa propre foi. Ce motif réapparaît dans plusieurs œuvres des XVIe et XVIIe siècles, notamment la Cène du Tintoret de 1563-1564. On y voit Judas, sombre sur un fond lumineux, en train de quitter précipitamment la table. 
Une représentation proche de celle de Van den Eeckhout est la Cène d'Otto van Veen (vers 1592). Ce panneau montre Jésus assis derrière une table ovale, entouré des apôtres sur des bancs. Au premier plan, un tabouret vide, surmonté d'un coussin vert et rouge, attire l'attention. Judas, en arrière-plan à gauche, reçoit un morceau de pain de Jésus. Comme chez le Tintoret, il a quitté sa place, laissant son siège vide. Ce détail marquait sans doute les spectateurs contemporains, d'autant que rares sont les œuvres de l'époque où un siège vide rappelle explicitement le départ de Judas.

On ignore le contexte de la Cène de Van den Eeckhout, ainsi que l'identité et les convictions religieuses de son commanditaire. L'artiste, issu d'une famille protestante, s'établit à Amsterdam en 1588. Pourtant, l'œuvre présente des éléments iconographiques catholiques : Jésus y est auréolé, et Jacques est vêtu en pèlerin en référence à son culte en Espagne.

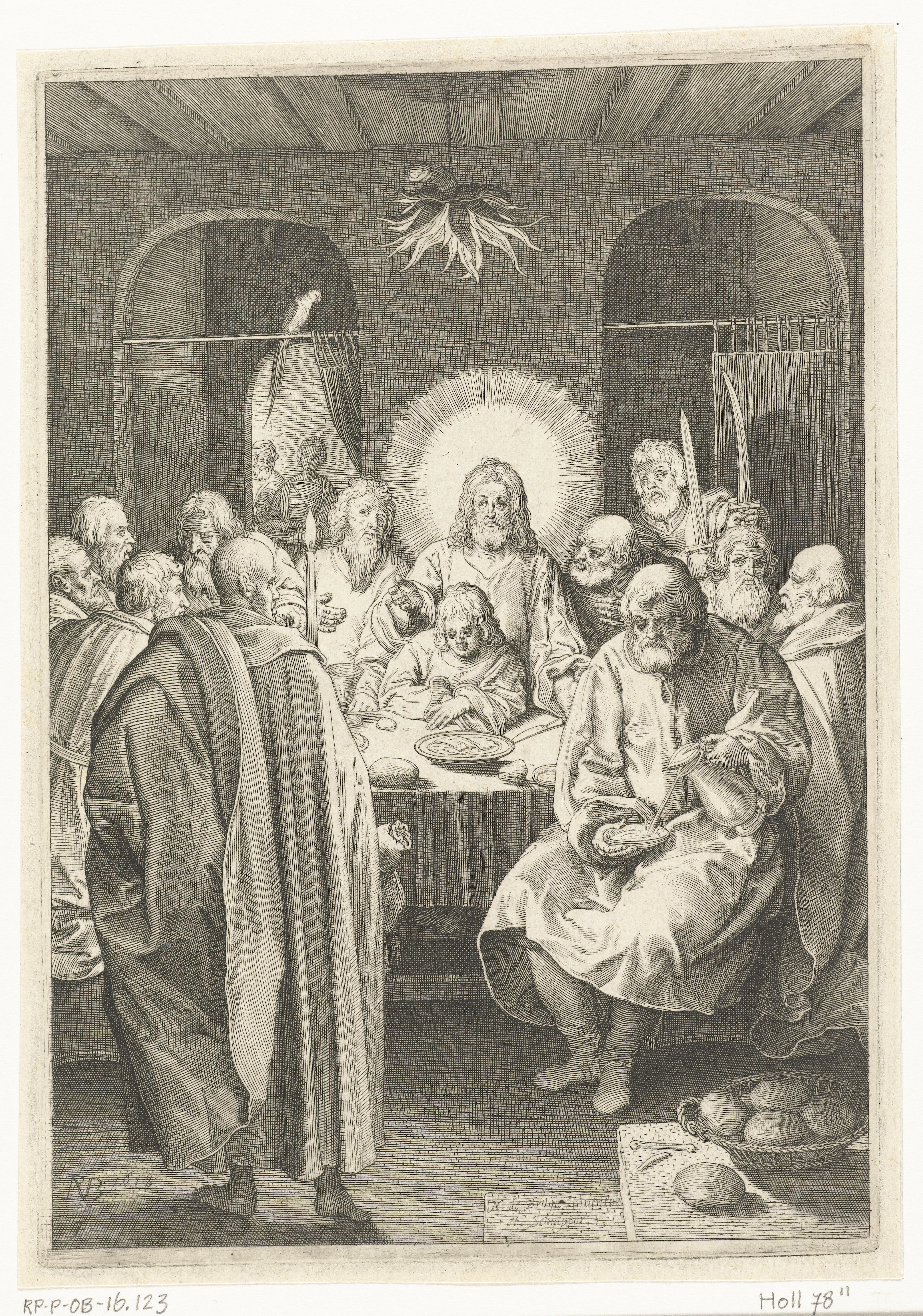
Nicolaes de Bruyn (en), La Cène, gravure, 1618, Rijksmuseum.
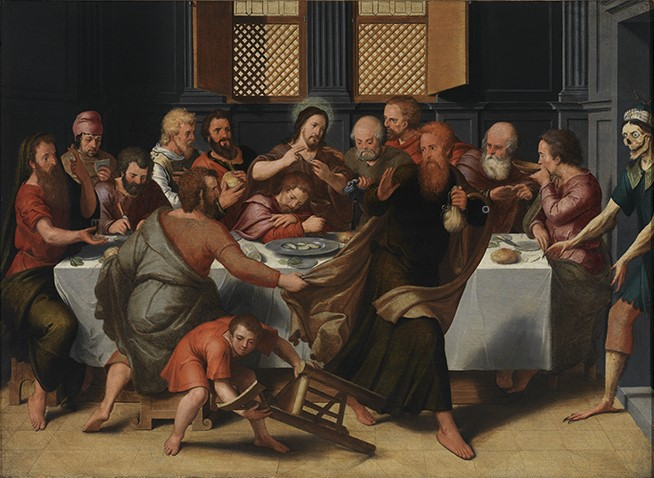
Pieter Pourbus, La Cène, 1548, musée Groeninge.
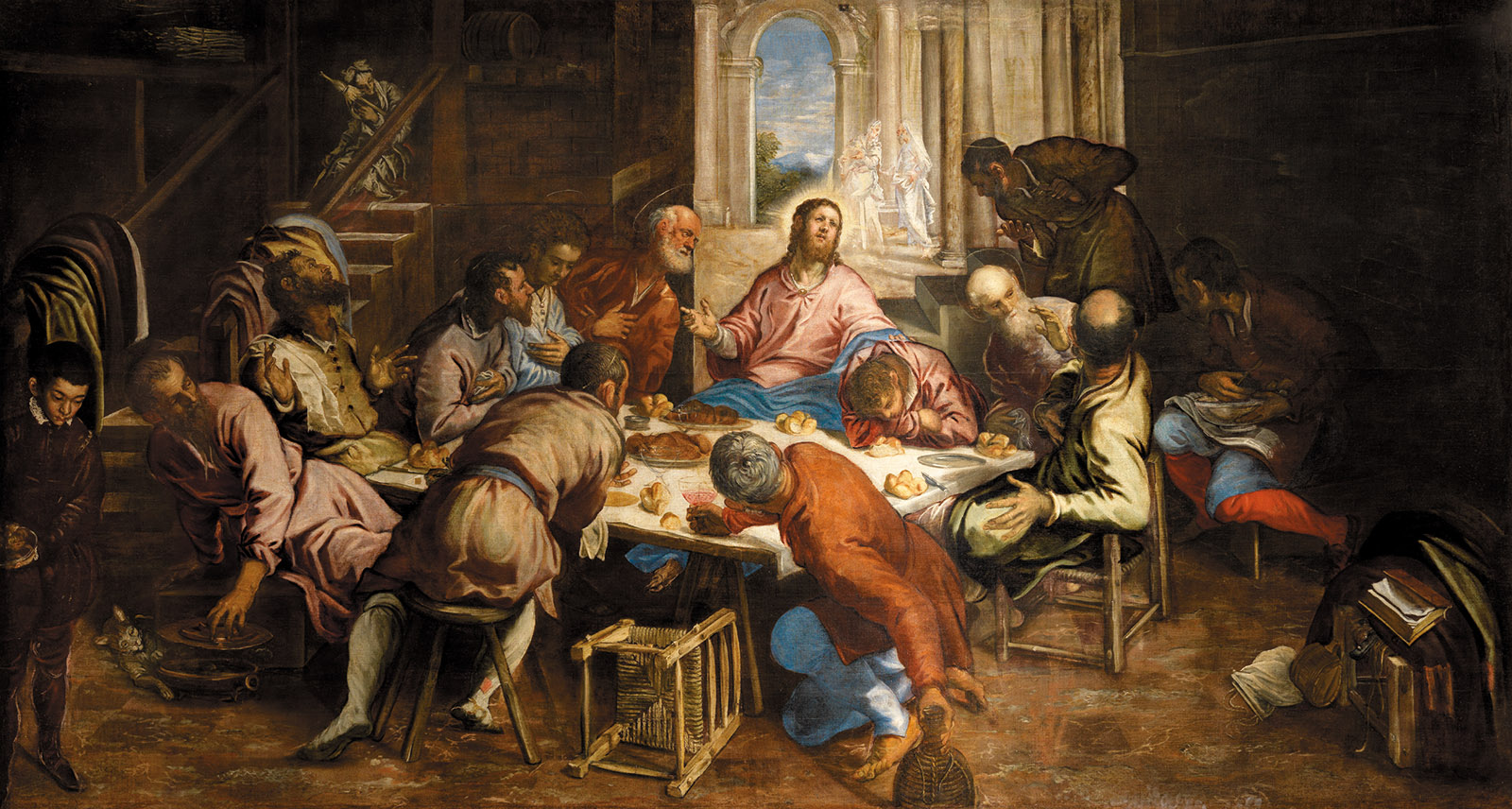
Le Tintoret, La Cène, 1563-64, église San Trovaso.
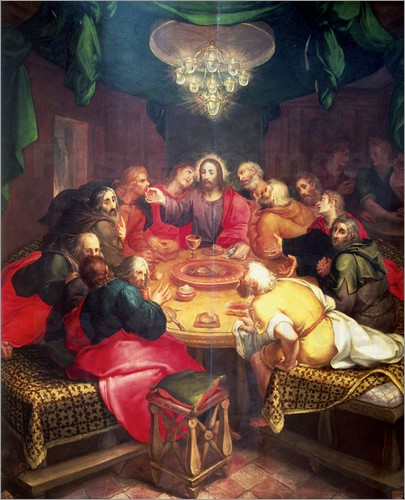
Otto van Veen, La Cène, 1590-94, académie San Fernando.

### Une visée théologique

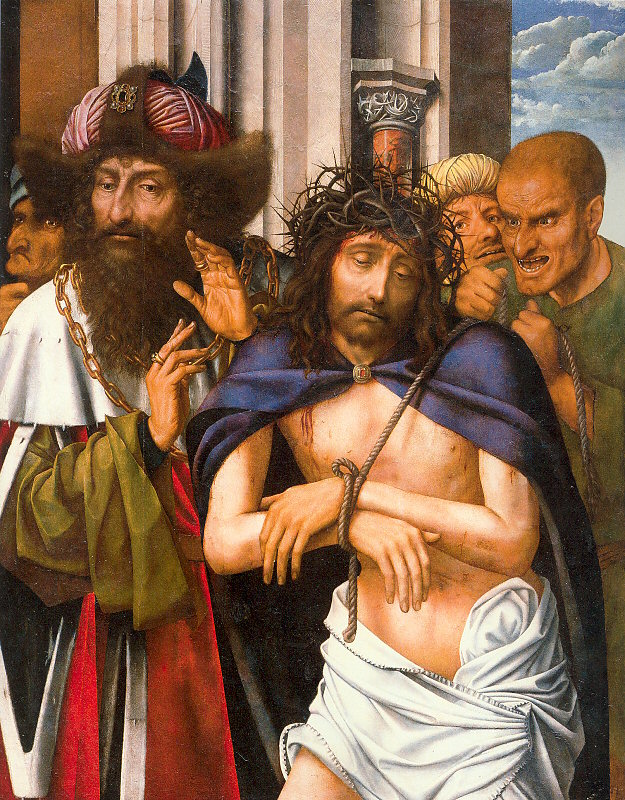
Quentin Metsys, Ecce Homo, 1520, palais des Doges.

Dans les théologies catholique et protestante, le péché originel et la tentation sont des notions centrales. Le Nouveau Testament insiste sur l'omniprésence du péché. Les récits de la Passion visent à susciter un sentiment de culpabilité et de responsabilité chez le fidèle. L'art médiéval et la Renaissance exploite cet effet, notamment avec le thème de l'Ecce Homo où Jésus fait face à la foule voulant sa mort. Chez des artistes comme le Corrège ou Quentin Metsys, Jésus est peint en gros plan frontal, plaçant le spectateur au sein de la foule. Ainsi, l'espace réel et l'espace peint se confondent, invitant le spectateur à s'identifier à la scène et à en devenir acteur.
Les Cènes de Pourbus, le Tintoret, Van Veen et Van den Eeckhout montrent toutes le siège vide de Judas au premier plan. L'apôtre s'est levé et a quitté sa place. Judas incarne la faiblesse humaine et interpelle le spectateur, conscient de l'impossibilité d'une vie parfaitement vertueuse. Son siège vacant invite à une réflexion personnelle : en imaginant occuper cette place, le fidèle prend conscience de la nécessité de suivre la vertu chrétienne. L'espace vide s'offre au spectateur : chez le Tintoret, une chaise renversée au premier plan semble l'attendre, tandis que chez Pourbus, un serviteur redresse le siège. Van Veen et Van den Eeckhout vont plus loin en plaçant un coussin sur le tabouret vide et en ajoutant une assiette et des aliments sur la table.
La Cène de Van den Eeckhout contient plusieurs éléments renforçant le lien entre la peinture et le monde réel. Alors que les autres peintres représentent Jésus interagissant avec d'autres personnages du tableau, Van den Eeckhout va plus loin : Jésus ne regarde pas Judas, mais fixe un point en dehors du cadre, vers le spectateur. L'air triste, il tend un morceau de pain pour inviter le spectateur à sa table. Il peut s'agir d'une référence au sacrifice de Jésus (selon une interprétation protestante) ou à l'Eucharistie (selon une interprétation catholique).

## Historique

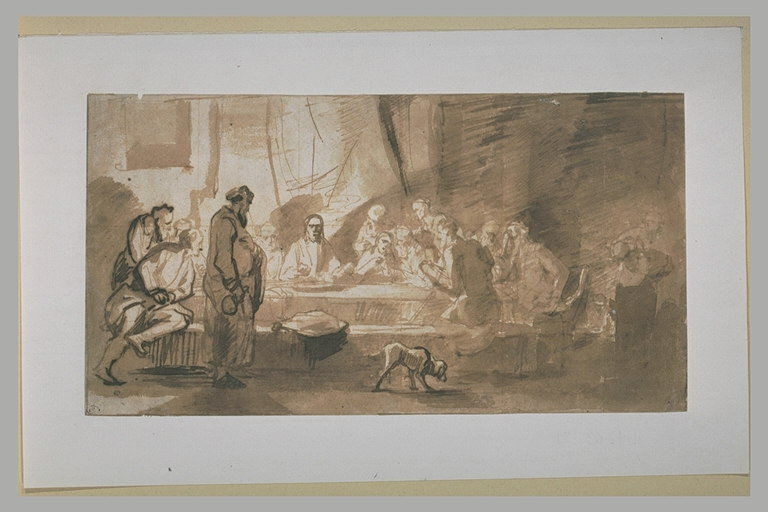
Gerbrand van den Eeckhout (attribution), La Cène, dessin, musée du Louvre.

La période où Van den Eeckhout peint ce tableau correspond également à une série de peintures à thème biblique, réalisées dans le début des années 1660.
Plusieurs dessins généralement attribués à Rembrandt pourraient être en réalité des dessins préparatoires de Van den Eeckhout pour ce tableau. Cela concerne notamment une Cène conservée au Louvre,, ainsi qu'un Christ parmi ses disciples au Kupferstichkabinett Berlin.

## Sources
- [de Klerck 2024] (en) Bram de Klerck, « A Trip to Jerusalem: Viewer Participation in Gerbrand van den Eeckhout's Last Supper of 1664 », The Rijksmuseum Bulletin, vol. 72, no 1,‎ 2024, p. 56-63 (DOI 10.52476/trb.18949, JSTOR 27292607, lire en ligne ).